# Национальный строй
«Национальный строй» (серб. Национални строј) — неонацистская организация, действовавшая в Сербии, в регионе Воеводина.
Горан Давидович, студент-историк из Нови-Сада, чаще всего упоминался в СМИ как лидер организации.
В программе «Национального строя» было написано, что организация хочет вернуть «нашу страну нашему народу и государство, в котором сербы будут сами распоряжаться своей судьбой» и требует «объединения всех сербских стран в единое сербское национальное государство».
С 2005 года «Национальный строй» организовал несколько инцидентов. В конце 2005 года обвинения были предъявлены 18 ведущим членам организации в Нови-Саде, Каждому из обвиняемых грозило до восьми лет лишения свободы. Организация была запрещена в 2011 году в Сербии.
«Национальный строй» никогда не был зарегистрирован в реестре ассоциаций или политических партий.